# Giorgio Minisini
Giorgio Minisini (9 de marzo de 1996) es un deportista italiano que compite en natación sincronizada.
Ganó diez medallas en el Campeonato Mundial de Natación entre los años 2015 y 2024, y diez medallas en el Campeonato Europeo de Natación entre los años 2016 y 2024. En los Juegos Europeos de Cracovia 2023 consiguió cinco medallas.

## Palmarés internacional
| Campeonato Mundial | Campeonato Mundial      | Campeonato Mundial | Campeonato Mundial |
| Año                | Lugar                   | Medalla            | Prueba             |
| ------------------ | ----------------------- | ------------------ | ------------------ |
| 2015               | Kazán (Rusia)           | Medalla de bronce  | Dúo técnico mixto  |
| 2015               | Kazán (Rusia)           | Medalla de bronce  | Dúo libre mixto    |
| 2017               | Budapest (Hungría)      | Medalla de oro     | Dúo técnico mixto  |
| 2017               | Budapest (Hungría)      | Medalla de plata   | Dúo libre mixto    |
| 2019               | Gwangju (Corea del Sur) | Medalla de plata   | Dúo técnico mixto  |
| 2019               | Gwangju (Corea del Sur) | Medalla de plata   | Dúo libre mixto    |
| 2022               | Budapest (Hungría)      | Medalla de oro     | Dúo técnico mixto  |
| 2022               | Budapest (Hungría)      | Medalla de oro     | Dúo libre mixto    |
| 2024               | Doha (Catar)            | Medalla de oro     | Solo libre         |
| 2024               | Doha (Catar)            | Medalla de plata   | Solo técnico       |
| Juegos Europeos    |                         |                    |                    |
| Año                | Lugar                   | Medalla            | Prueba             |
| 2023               | Oświęcim (Polonia)      | Medalla de oro     | Dúo técnico mixto  |
| 2023               | Oświęcim (Polonia)      | Medalla de plata   | Dúo libre mixto    |
| 2023               | Oświęcim (Polonia)      | Medalla de plata   | Equipo técnico     |
| 2023               | Oświęcim (Polonia)      | Medalla de plata   | Equipo libre       |
| 2023               | Oświęcim (Polonia)      | Medalla de bronce  | Rutina acrobática  |
| Campeonato Europeo |                         |                    |                    |
| Año                | Lugar                   | Medalla            | Prueba             |
| 2016               | Londres (Reino Unido)   | Medalla de plata   | Dúo técnico mixto  |
| 2016               | Londres (Reino Unido)   | Medalla de plata   | Dúo libre mixto    |
| 2018               | Glasgow (Reino Unido)   | Medalla de plata   | Dúo técnico mixto  |
| 2018               | Glasgow (Reino Unido)   | Medalla de plata   | Dúo libre mixto    |
| 2022               | Roma (Italia)           | Medalla de oro     | Solo técnico       |
| 2022               | Roma (Italia)           | Medalla de oro     | Solo libre         |
| 2022               | Roma (Italia)           | Medalla de oro     | Dúo técnico mixto  |
| 2022               | Roma (Italia)           | Medalla de oro     | Dúo libre mixto    |
| 2024               | Belgrado (Serbia)       | Medalla de plata   | Solo libre         |
| 2024               | Belgrado (Serbia)       | Medalla de bronce  | Solo técnico       |